# Bästeträsk
Bästeträsk är en insjö i Fleringe socken nära Fårösund på norra Gotland och ingår i Gothemån-Snoderåns kustområde. Sjön har en area på 6,52 kvadratkilometer och är därmed Gotlands största.
Vattennivån är 6 meter över havet och sjöns största djup är 5,5 meter.
Vattnet rymmer ett par små öar, varav de största heter Storholmen och Lillholmen. Där är det fågelskyddsområde.
Bästeträsk ligger i naturreservatet Bästeträsk och  Bästeträsk Natura 2000-område och skyddas av fågeldirektivet. Vid provfiske har bland annat abborre, gädda, karpfisk (obestämd) och mört fångats i sjön.

## Delavrinningsområde
Bästeträsk ingår i delavrinningsområde (642230-168526) som SMHI kallar för Utloppet av Bästeträsk. Delavrinningsområdets medelhöjd är 17 meter över havet och ytan är 39,92 kvadratkilometer. Det finns inga delavrinningsområden uppströms utan avrinningsområdet är högsta punkten. Delavrinningsområdets utflöde mynnar i havet. Delavrinningsområdet består mestadels av skog (53 %), öppen mark (12 %) och jordbruk (16 %). Avrinningsområdet har 7,25 kvadratkilometer vattenytor vilket ger avrinningsområdet en sjöprocent på 18,2 %.

## Fisk
Vid provfiske har följande fisk fångats i sjön:
- Abborre
- Gädda
- Karpfisk obestämd
- Mört
- Sarv
- Sik